# Ash Priors
Ash Priors – wieś w Anglii, w hrabstwie Somerset, w dystrykcie (unitary authority) Somerset. Leży 62 km na południowy zachód od centrum Bristol i 221 km na zachód od Londynu. W 2002 miejscowość liczyła 131 mieszkańców.